# Mikrokosmos (film)
Mikrokosmos (Microcosmos: Le peuple de l'herbe) – francuski film przyrodniczy z 1996.
Mikrokosmos jest dokumentalnym filmem przyrodniczym, pokazanym z perspektywy owadów. "Aktorami" są przeważnie owady żyjące na łące oraz w stawie. Film przedstawia sceny z ich życia (m.in. przeobrażenie motyla oraz komara, lot godowy mrówek czy też "posiłek" rosiczki). Dzięki bardzo dużym zbliżeniom można zobaczyć jak wiele szkód może wyrządzić zwykły deszcz.

## Ekipa
- Reżyseria - Claude Nuridsany i Marie Perennou
- Zdjęcia - Claude Nuridsany, Marie Perennou, Hughes Ryffel, Therry Machado
- Muzyka - Bruno Coulais
- Dźwięk - Philippe Barbeau i Bernardo Leroux

## Nagrody
Zdobył m.in. pięć Cezarów.